# Coleman Carroll
Coleman Francis Carroll (ur. 9 lutego 1905 w Pittsburghu w stanie Pensylwania, zm. 26 lipca 1977 w Miami Beach w stanie Floryda) – amerykański duchowny rzymskokatolicki, biskup, a następnie pierwszy arcybiskup metropolita Miami.

## Życiorys
Przyszedł na świat w rodzinie imigrantów irlandzkich. Miał dwóch braci, którzy tak jak on zostali kapłanami. Jeden z nich Howard Joseph Carroll (1902-1960) był w latach 1958–1960 biskupem Altoony w Pensylwanii. Święcenia kapłańskie otrzymał 15 czerwca 1930 i inkardynowany został do rodzinnej diecezji Pittsburgh. W roku 1944 uzyskał tytuł doktora prawa kanonicznego na Katolickim Uniwersytecie Ameryki. Od roku 1952 był prałatem Jego Świątobliwości.
25 sierpnia 1953 otrzymał nominację na biskupa pomocniczego Pittsburgha ze stolicą tytularną Pitanae. Sakry udzielił mu abp Amleto Giovanni Cicognani, ówczesny delegat apostolski w USA. 13 sierpnia 1958 mianowany ordynariuszem nowo powstałej diecezji Miami. Przyczynił się do powołania dwóch diecezjalnych seminariów duchownych i diecezjalnej gazety The Voice. Był opiekunem ludzi biednych i bezdomnych (często osobiście wydawał posiłki w jadłodajni dla ubogich), a także migrantów. Podczas rewolucji kubańskiej przygarnął do swej diecezji kubańskie dzieci pozbawione opieki. Ostatecznie liczba małoletnich przemycona w ramach Programu Piotruś Pan wyniosła 14 tys. Przez ponad rok dzieci były dokarmiane ze środków diecezjalnych, następnie losem nieletnich zajął się rząd federalny. Ogólną liczbę uchodźców kubańskich, którzy przybyli do diecezji Mami szacuje się na pół miliona. Bp Carroll przeznaczył jeden z budynków szkolnych do opieki nad nimi (pomoc medyczna, prawna, finansowa).
2 marca 1968 nastąpiła reorganizacja struktur kościelnych na Florydzie, w ramach której diecezję Miami podniesiono do rangi archidiecezji i utworzono prowincję kościelną Miami. Bp Carroll został jej pierwszym arcybiskupem metropolitą. Zmarł z powodu komplikacji wynikających z choroby naczyń. Pochowany został na katolickim cmentarzu Matki Bożej Miłosierdzia w Miami.